# NetObjects Fusion
NetObjects Fusion ist ein HTML-Generator der mittlerweile alleinstehenden gleichnamigen Firma NetObjects Incorporated, der nach dem WYSIWYG-Prinzip funktioniert und für Windows-Betriebssysteme angeboten wird. Er ist aufgrund seiner einfachen Handhabung und seines doch relativ großen Funktionsumfangs in erster Linie für Einsteiger geeignet. Die Anwendung arbeitet templategesteuert und ist damit äußerst flexibel.
In NetObjects Fusion können komplette Webseiten-Projekte erstellt werden, bestehende Webauftritte können allerdings nur bedingt importiert werden. Externe HTML-Seiten können eingebunden werden. Eigener HTML-Code kann je nach Version zumeist an beliebigen Stelle in das eigene Projekt aufgenommen werden. Dynamische Inhalte lassen sich verwenden. Der erfahrene Anwender kann eigene PHP-Einfügungen und komplexe Datenbanken integrieren.
Dennoch ist NetObjects Fusion kein HTML-Editor im herkömmlichen Sinn, denn die eigentliche Ausgabe der Seite wird erst im letzten Stadium der Bearbeitung (Publizieren) generiert.
Ein Vorteil dieses Autorenprogramms liegt darin, dass der Anwender keine HTML-Kenntnisse benötigt, um Webseiten zu erstellen. Ein Nachteil liegt darin, dass auch die aktuelle Version kein Responsive Webdesign unterstützt, wie etwa viele Templates für Content-Management-Systeme. Kritiker bemängeln den bisweilen unsauberen und umständlichen HTML-Code, der von NetObjects Fusion erzeugt wird.
Zu NetObjects Fusion gibt es eine Reihe von Zusatzanwendungen, wie z. B. die Apollon Components oder die SwissKnife for NOF Komponenten.
Seit dem 18. Dezember 2007 gibt es auch die Gratisversion NetObjects Fusion Essentials.
Vor der Separation von NetObjects Incorporated wurde die Software von der Firma Website Pros, Inc. entwickelt und vermarktet. Seitdem funktionieren zum Beispiel das integrierte Partnerprogramm und die Aktualisierungsfunktion der Software nicht mehr.

## Versionen
- NetObjects Fusion 2015 ist die aktuelle kommerzielle Version der Software.
- NetObjects Fusion Essentials liegt als kostenlose, privat anwendbare Version vor und basiert auf Fusion 2013.